# Панасенков, Василий Петрович
Васи́лий Петро́вич Панасенков (17 ноября 1926, РСФСР, СССР ― 20 сентября 2005, Братск, Иркутская область, Россия) ― передовик советской строительной отрасли, кавалер ордена Ленина, почётный гражданин города Братска (1980).

## Биография
Василий Петрович Панасенков родился 17 ноября 1926 года. Свою трудовую деятельность начал в 1941 году. С 1943 года проходил службу в Красной армии. Участник Великой Отечественной войны. Окончил Водолазную школу в городе Слюдянке. Участвовал в освобождении города Севастополя. После войны продолжил службу на Черноморском, а затем Балтийском флоте. Закончил служить в 1949 году в должности главного старшины — начальника водолазной службы. Демобилизовавшись, стал работать на Иркутском заводе «Радиоприемник».
В 1955 году направлен на строительство объектов Братской ГЭС. Заявление с просьбой направить его на строительство крупнейшей в мире ГЭС, было рассмотрено в парткоме завода «Радиоприёмник». В июле 1955 года в числе первых коммунистов он прибыл на Братскую землю. Его первым рабочим коллективом стала известная тогда плотницкая бригада И. Двирного из Падунского СМУ, а первыми строительными объектами — детский сад и ясли. Затем в составе бригады строил перемычку на реке Ангаре.
Позже работал на строительстве железобетонного завода, ТЭЦ-7, хлебозавода и других важнейших объектах жизнеобеспечения города. С 1964 по 1976 годы трудился на строительстве Братского алюминиевого завода, где участвовал в работах на всех 24 корпусах.
За годы трудовой деятельности стал высококвалифицированным плотником, сварщиком, первоклассным монтажником, умелым бригадиром. Делегат XXIII съезда КПСС. Награждён орденом Ленина за строительство Братского автомобильного завода. В 1978 году ему было присвоено звание «Заслуженный строитель РСФСР». В 1996 году вышел на заслуженный отдых.
Несколько раз был избран депутатом Братского Совета народных депутатов.
В связи с 25-летием образования города Братска, за заслуги в развитии и строительстве города присвоено звание «Почётный гражданин города Братска»
Проживал в городе Братске. Умер 20 сентября 2005 года.

## Награды и звания
- Орден Ленина
- Орден Отечественной войны II степени
- Орден Трудового Красного Знамени
- Медаль «За победу над Германией в Великой Отечественной войне 1941—1945 гг.»
- Заслуженный строитель Российской Федерации
- другими медалями

- Почётный гражданин города Братска (1980)